# 荷里路德公園
荷里路德公園（英語：Holyrood Park）是英國蘇格蘭首都愛丁堡市中心的一座皇家公園，位於愛丁堡城堡以東約1英里處。公園面積650-英畝（260-公頃），內部地形景觀多樣，和荷里路德宮鄰接。現在荷里路德公園對公眾開放。

## 外部連結
55°56′54.14″N 3°9′31.88″W / 55.9483722°N 3.1588556°W